# Ichamraren
Ichamraren (franska: Ichamraren (CR), Ichamraren (Commune Rurale), arabiska: بوعبوط امدلان) är en kommun i Marocko.   Den ligger i provinsen Chichaoua och regionen Marrakech-Safi, i den centrala delen av landet, 400 km sydväst om huvudstaden Rabat. Antalet invånare är 7 402.